# Hegedűs János (grafikus)
Hegedűs János; Sajószentpéter, 1957. július 27. –) magyar festőművész, grafikus, pedagógus.

## Életrajza
Kazincbarcikán él és alkot.

## Munkássága
Már gyermekkorától nagy érdeklődéssel fordult a rajzolás felé. 1997 óta szerepelnek kiállításokon a művei.
Az 1990-es évek közepétől illusztrál versesköteteket, kiadványokat. Ezek a rajzai adták meg az alapokat, és kötelezték el végleg a grafika mellett.
Olyan stílusok hatottak művészetére, mint az avantgárd vagy a kubizmus. Néhány azok közül a művészek közül, akik mind-mind hozzátettek gondolatvilágának változásához, és egyedi stílusának kialakulásához: Picasso, Modigliani, Matisse, Dalí, Munkácsy, Ferenczy, Aba-Novák, Kmety, Szalay, Szász, Feledy, Mezey, Würtz. 
Elveti a klasszikus ábrázolást, a látottakat feltördeli és mértani formákként kezelve, több nézőpontból ábrázolja és leegyszerűsítve tárja a néző elé. (Picasso, Braque)
Fontos rajzaiban az emberközpontúság, az emberek kapcsolata egymással, a környezetükkel és az őket körülvevő tárgyakkal.
Meghatározó számára a másikra való odafigyelés, a kedvesség, a gyengédség, az idős emberek szeretete.
A fejlődés záloga számára a művészetben a változás, a megújulás.

## Kiállításai
- Hegedűs János grafikusművés kiállítása MÜHA Miskolc, 2016.[halott link]
- Hegedűs János grafikái a Gimi Galériában Kazincbarcika, 2017.
- Grafikáim – Hegedűs János kiállítása az Agórában Veszprém, 2017. Archiválva 2018. október 25-i dátummal a Wayback Machine-ben
- Kiállítás nyílt a Mezey-házban Barcikán 2018. Archiválva 2018. október 25-i dátummal a Wayback Machine-ben

## Elismerései, díjai
- BarcikArt díj (2023)[1]
- Kazincbarcika Város képviselő-testületének Elismerő Plakettje (2024)[2]